# Яма відчаю

Новонароджена Мавпа-резус в одній з ізоляційних камер Харлоу. Світлина зроблена, коли двері камери були підняті вперше після шести місяців повної ізоляції.

Яма відчаю — назва, яку використовує американський порівняльний психолог Гаррі Харлоу для позначення пристрою, технічно званого «вертикальна камера», яке він використовував в дослідах на макаках-резус в університеті Вісконсина в Медісоні в 1970-і роки.

## Передісторія
Значна частина наукової кар'єри Харлоу була витрачена на вивчення материнського зв'язку, що в своїх працях він описав як «природу любові». Ці експерименти включали вирощування новонароджених ізольованих мавп і мавп з різними версіями сурогатних матерів.
У 1971 році дружина Харлоу померла від раку, і він почав страждати від депресії. Після проходження курсу реабілітації в формі електрошокової терапії Харлоу повернувся до роботи, але, як пише Лорін Слейтер, співробітники помітили різницю в його поведінці. Він відмовився від свого дослідження у сфері прихильності і почав проявляти інтерес до ізоляції й депресії. Харлоу хотів з'ясувати, що саме викликає депресію і чим її можна вилікувати; тому він знову звернувся до досліджень.
Мета експерименту полягала в розробці та дослідженні тваринної моделі клінічної депресії. Перші експерименти Харлоу включали ізоляцію мавпи в клітці, оточену сталевими стінками з невеликим дзеркалом, що забезпечує одностороннє спостереження. Єдиним зв'язком мавпи зі світом були руки експериментаторів, які періодично змінювали постільну білизну або воду та їжу. Дитинчата мавп були поміщені в ці клітки незабаром після народження: четверо перебували протягом 30 днів, четверо протягом шести місяців і четверо протягом року.
В результаті експерименту мавпи першої групи отримали сильний психологічний удар, а інші не могли розвинути соціальні навички і були нездатні до розмноження.

## Яма відчаю
Пізніше Харлоу модифікував конструкцію клітки, назвавши її «Ямою відчаю».
Хоча технічною назвою нової клітини було «вертикальна камера», сам Харлоу наполіг на тому, щоб назвати винахід «яма відчаю». Спочатку він хотів назвати її «темницею відчаю», а також використовував такі терміни, як «колодязь відчаю» або «колодязь самотності». Письменниця Дебора Блум пише, що колеги намагалися переконати Харлоу не використовувати такі описові терміни, бо з політичної точки зору, менш візуально-різка і менш відверта назва була б простіше.
Характеризуючи депресію, як «стан повної безпорадності і безнадійності» або «занурення до безодні відчаю», Харлоу і його колега Стівен Суомі розробили пристрій, який відтворювало такий «колодязь відчаю» як у фізичному, так і в психологічному відношенні.
Сам пристрій був невеликою камерою з металу, схожою на перевернуту піраміду, зі слизькими скошеними стінками. Верхня частина камери була закрита ґратами. Мавпи поміщалися на саме дно камери. Перші кілька днів вони робили спроби дістатися слизькими стінками до ґрат зверху, але через конструкції камери це було неможливо. Через кілька днів мавпи здавалися і втрачали волю до опору, забившись у куток.
Харлоу писав: «Більшість суб'єктів, як правило, вважають за краще забиватися до кутка нижньої частини апарату. Можна було б припустити, так вони вважали свій стан безнадійним».
У своїй докторській дисертації колега Харлоу Стівен Суомі згадував деякі дослідження, що проводяться в «Ямі відчаю». Як писав Суомі, «камера змінила кожну мавпу, яка входила до неї, в гірший бік: перебування в ній може зробити нормальних мавп ненормальними, а ненормальних мавп — патологічно ненормальними».
Дослідники не змогли знайти жодної мавпи, яка здійснювала б хоч якийсь опір. Дійсно, яма стала потужним нагадуванням, що навіть здорове нормальне дитинство не захищає від наслідків депресії.
В цілому близько десятка мавп увійшли до яму. Письменниця Д. Блум у своїй книзі «Любов у парку Гун» описує результат експерименту: «Коли вони повернулися в живій, доброзичливий гомін сім'ї, вони, здавалося, були не в змозі відновити зв'язки. Вони були усунуті, повільно реагували на інших мавп. У мавп, безперечно, була класична модель депресії. Вони були схожі на тварин, які загинули в цьому пеклі самотності. Гаррі старанно працював, щоб домогтися цього».
Після експерименту Харлоу неодноразово намагався реабілітувати мавп, які потрапили в тій чи іншій мірі доізоляції, використовуючи різні форми терапії. «У нашому дослідженні психопатології ми стали садистами, що намагаються зробити ненормальність. Сьогодні ми психіатри, які намагаються досягти нормальності і врівноваженості».

## Реакція і критика
Експерименти Харлоу були засуджені в рамках наукового співтовариства і в інших наукових колах. У 1974 році американський літературний критик Вейн Бут писав: «Гаррі Харлоу і його колеги продовжують катувати приматів десятиліття за десятиліттям, незмінно доводячи, що всі ми знали заздалегідь, соціальні істоти можуть бути знищені шляхом знищення їх соціальних зв'язків». Він також відзначав, що Харлоу не зробив жодної згадки про критику етичності своєї роботи.
Професор Чарльз Сноудон, який на той час викладав психологію в штаті Вісконсин, був вражений конструкцією вертикальних камер. Коли він запитав, чим обумовлено використання саме цих камер, Харлоу відповів: «Саме так відчуває себе людина, перебуваючи в депресії».
Дослідник Роджер Фоутс переконаний, що інформація, отримана Харлоу в ході експериментів, не тільки очевидна, але і небажана. «Харлоу ніколи не посилався на Девенпорта і Роджерса. Ще до Харлоу Девенпорт і Роджерс садили мавп до ящиків і, коли вони побачили, до чого це призводить, більше так ніколи не робили».
Американський письменник і блогер Пол Клейнман у своїй книзі «Психологія. Люди, концепції, експерименти» описував експерименти Харлоу як суперечливі, що характеризуються застосуванням абсолютно негуманних методів, нелюдські дослідження. «Вирішивши перевірити істинність прислів'я „краще пізно, ніж ніколи“, він на цілих вісім місяців ізолював новонароджених макак-резус, повністю позбавивши їх контакту з іншими мавпами».
Психолог і журналіст Лорін Слейтер писав: «Кожен рік Фронт звільнення тварин проводить демонстрацію перед Центром вивчення приматів Медісонського університету. Учасники демонстрації сидять, висловлюючи „Шива“, в оточенні тисяч іграшкових ведмедів. Мені це здається абсурдним — і єврейське слово „Шива“, що означає „горе“, та іграшкові ведмеді. Це робило смішний вигляд чогось зовсім не смішного, а саме питання: чи мають психологи право використовувати тварин для досліджень? Слід визнати заслугу Харлоу в тому, що завдяки йому це питання спливло на киплячу поверхню експериментальної науки».
Експерименти Харлоу, ставши відомими, активно обговорювались в університетських містечках, викликавши хвилю громадської відрази, яка пізніше вилилася в організацію руху за права тварин.